# ElPeriódico (Guatemala)
elPeriódico va ser un diari de Guatemala, fundat el 6 de novembre de 1996 per José Rubén Zamora Marroquin. Tenia una tirada d'aproximadament 30 000 exemplars. Plantejava distingir-se pel seu «periodisme investigador, els seus columnistes de renom, i la seva secció de cultura».
elPeriódico va anunciar el seu tancament el 15 de maig de 2023.